# Magee
Magee és una població dels Estats Units a l'estat de Mississipi. Segons el cens del 2000 tenia 4.200 habitants.

## Demografia
Segons el cens del 2000, Magee tenia 4.200 habitants, 1.573 habitatges, i 984 famílies. La densitat de població era de 332,3 habitants per km².
Dels 1.573 habitatges en un 29,9% hi vivien nens de menys de 18 anys, en un 39,6% hi vivien parelles casades, en un 18,8% dones solteres, i en un 37,4% no eren unitats familiars. En el 33,4% dels habitatges hi vivien persones soles el 14,9% de les quals corresponia a persones de 65 anys o més que vivien soles. El nombre mitjà de persones vivint en cada habitatge era de 2,37 i el nombre mitjà de persones que vivien en cada família era de 3,02.
Per edats la població es repartia de la següent manera: un 27,7% tenia menys de 18 anys, un 9,9% entre 18 i 24, un 26,3% entre 25 i 44, un 19,2% de 45 a 60 i un 16,8% 65 anys o més.
L'edat mediana era de 34 anys. Per cada 100 dones de 18 o més anys hi havia 83,8 homes.
La renda mediana per habitatge era de 20.779 $ i la renda mediana per família de 24.176 $. Els homes tenien una renda mediana de 23.690 $ mentre que les dones 16.767 $. La renda per capita de la població era d'11.257 $. Entorn del 24,6% de les famílies i el 28,4% de la població estaven per davall del llindar de pobresa.

## Poblacions més properes
El següent diagrama mostra les poblacions més properes.